# Alexander Broadie
Alexander Broadie FRSE (Edimburgo, 18 de outubro de 1942) é um historiador da filosofia escocês. É especialista em filosofia medieval e filosofia da era do Iluminismo. Foi o primeiro "Henry Duncan Prize Lectureship" em estudos escoceses da Sociedade Real de Edimburgo (1990–1993) e foi Palestrante Gifford na Universidade de Aberdeen em 1994. Broadie foi um palestrante de grande popularidade entre os estudantes da Universidade de Glasgow.

## Obras
- Investigation into the Cultural Ethos of the Samaritan Memar Marqah with special reference to the work of Philo of Alexandria (doctoral thesis, Glasgow)
- A Samaritan Philosophy (1981)
- George Lokert: Late-Scholastic Logician (1983)
- The Circle of John Mair: Logic and Logicians in Pre-Reformation Scotland (1985)
- Introduction to Medieval Logic (1987)
- Notion and Object: Aspects of Late-Medieval Epistemology (1989)
- Paul of Venice: Logica Magna (1990)
- The Tradition of Scottish Philosophy (1990)
- Robert Kilwardby, O.P., On Time and Imagination, introduction and Translation (1993)
- Introduction to Medieval Logic (1993)
- The Shadow of the Scotus: Philosophy and Faith in Pre-Reformation Scotland (1995)
- The Scottish Enlightenment: An Anthology (1997)
- Why Scottish Philosophy Matters (2000)
- The Scottish Enlightenment: The Historical Age of the Historical Nation (2001)
- The Cambridge Companion to the Scottish Enlightenment (2003)
- Thomas Reid on Logic, Rhetoric and the Fine Arts (2005)
- George Turnbull's Principles of Moral and Christian Philosophy, vols. 1 and 2, edited, annotated and with an introduction (2005).